# Frank Taylor (Politiker)
Francis „Frank“ Taylor (irisch Proinsias Táilliúir; * 30. Mai 1914 in County Clare; † 15. April 1998 in Kilrush, County Clare) war ein irischer Politiker (Fine Gael). Er war von 1961 bis 1981 Teachta Dála (Abgeordneter) im Dáil Éireann, dem irischen Unterhaus.

## Leben
Frank Taylor war als Landwirt vor seinem Einzug in die Politik tätig. Bei den Wahlen zum Dáil 1969 wurde er im Wahlkreis Clare gewählt und konnte den Sitz bei den Wahlen 1973 und Wahlen zum Dáil Éireann 1977 verteidigen.
Zu den Wahlen 1981 trat er dann nicht mehr an, sondern überließ seiner Tochter Madeleine Taylor-Quinn das Feld. 